# معرض الترفيه الإلكتروني 1995
معرض الترفيه الإلكتروني 1995 (بالإنجليزية: E3 1995)‏، كان أول نسخة من تُعقد معرض الترفيه الإلكتروني. وقع الحدث في مركز مؤتمرات لوس أنجلوس في الفترة من 11 إلى 13 مايو 1995، بحضور 50,000 شخص. تشمل أبرز الأحداث في عام 1995 إعلان سوني عن تاريخ إصدار بلاي ستيشن وأسعاره، وإطلاق سيجا المفاجئ لـ سيغا ساترن، وعرض نينتندو لنظام فيرتشوال بوي.

## المنظمة
قبل عام 1995، استخدمت صناعة ألعاب الفيديو معرض الإلكترونيات الاستهلاكية (CES) كمكان عرض تجاري رئيسي. في السنوات التي سبقت عام 1995، تم تفويض صناعة ألعاب الفيديو عادةً إلى قسم خارجي في CES، والتي لم تكن ظروفًا مثالية للترويج للمنتجات. اتصلت الرابطة الدولية للبرمجيات الرقمية (IDSA)، التي أعيدت تسميتها لاحقًا باسم جمعية برامج الترفيه (ESA)، إلى CES ورئيسها غاري شابيرو مع شكاويهما بشأن الظروف التي كانت لديهما في CES. نظرًا لأن CES لم تعتبر ألعاب الفيديو جزءًا من الإلكترونيات الاستهلاكية، فقد كانوا غير مستعدين لتغيير كيفية إشراكها في ألعاب الفيديو. وقد دفع هذا IDSA إلى التفكير في بدء عرض خاص بهم. بدأ بات فيريل من غيم برو، وهو منشور مملوك لمجموعة البيانات الدولية (IDG) مع خبرة في إدارة المعارض التجارية مثل ماك ورلد، عملية تنظيم مثل هذا العرض. كان توم كالينسكي، الرئيس التنفيذي لشركة سيجا الأمريكية آنذاك، دافعًا رئيسيًا لإنشاء عرض جديد، معتقدًا أن CES لم تكن تهتم بالمصالح الفضلى لصناعة ألعاب الفيديو، ووجد سابقًا أن إدارة حدث Sega-only كان يحظى بتقدير كبير من قبل تجار التجزئة ووسائل الإعلام على حد سواء. أدركت IDSA أيضًا أنه من خلال إقامة معرضها التجاري الخاص، سيكون لديها وسيلة لتمويل منظمتها. ابتكر فيريل اسم المعرض «معرض الترفيه الإلكتروني» بفكرة أنه يمكن التعامل معه على أنه «إي كيوبد»، ومع ذلك، في المحادثات مع العارضين، شعروا أن هذا النهج غير ضروري، وأن لقب «إي ثري» كان بسيطًا وفقط بنفس الفعالية.
سمعت CES عن هذه الخطط، واقترحت بسرعة عرض ألعاب الفيديو الخاص بها الذي يحمل علامة CES. اقتربت IDSA و CES من أكبر شركات ألعاب الفيديو لعرض إصداراتها من العرض. رغب العديد من الشركات الشابة، مثل إلكترونيك آرتس، في النهج الذي تقدمه IDSA، بما في ذلك إمكانية امتلاك جزء من العرض من خلال أن تصبح أعضاء في IDSA، على ما عرضه CES. كانت نينتندو هي العامل الأساسي وراء خطة IDSA، حيث اعتقدت أنه يجب التعامل مع أجهزتها كإلكترونيات استهلاكية، وبالتالي يجب أن تكون جزءًا من CES. خلال هذه المفاوضات، حجز CES مساحة في فيلادلفيا للعرض خلال شهر مايو، والذي قال فيريل إنه «وقت الذروة» لتجار التجزئة للاستعداد لمبيعات نهاية العام / العطلات. كان IDSA قد حجز مساحة حتى الآن، وسرعان ما اتصل بمركز مؤتمرات لوس أنجلوس (LACC)، ووجد أن المساحة كانت مجانية لنفس التواريخ التي خططت لها CES، مما أجبر العارضين المحتملين بشكل فعال على اختيار عرض واحد أو آخر. لقد اختاروا لوس أنجلوس لأنها ستكون رحلة طيران واحدة لتلك الشركات القادمة من اليابان، على عكس فيلادلفيا. على مدى الأسابيع العديدة التالية، قبل أن يضطر أي من الحدثين إلى تخفيض رسوم الحجز غير القابلة للاسترداد، بذلت IDSA دفعة قوية لجذب العارضين لعرضهم، مما أدى إلى تأمين أكثر من 180 بائعاً. من بين شركات ألعاب الفيديو الكبرى، صمدت نينتندو ومايكروسوفت فقط، ولم يقرروا بعد أي عرض سيحضر. بعد فترة وجيزة من هذه الدفعة، اتصل شابيرو بفيريل وأخبره أنه «فاز»؛ أسقطت CES خطط حدث فيلادلفيا. في نفس اليوم، تواصلت نينتندو ومايكروسوفت مع فيريل لمناقشة خطط المعرض في هذا الحدث.

## الحدث
في هذه المرحلة، شغل العارضون الأوائل معظم مساحة الأرضية في مركز مؤتمرا لوس أنجلوس. كانت نينتندو ترغب في الحصول على مساحة في القاعة الجنوبية الأكبر، لكن المتبنين الأوائل مثل سوني وسيجا قد ادعوا ذلك بالفعل. تأكد فيريل من أن نينتندو لا يزال لديها مساحة أرضية رئيسية في ويست هول، ونقل مناطق التسجيل إلى ويست هول بحيث يتعين على الحضور اجتياز كشك نينتندو. كان على فيريل أيضًا حجز مساحة أرضية إضافية في اثني عشر فندقًا مختلفًا بالقرب من مركز المؤتمرات بسبب الطلب.
من بين عناصر إي3 الأولى التي ستستمر في الأحداث المستقبلية كانت المؤتمرات الصحفية الكبيرة من قبل الشركات الكبرى (هنا، سوني وسيجا ونينتندو) تعرض أجهزتها وبرامجها الحديثة. والجدير بالذكر، في هذه المرحلة، كان كل من سيجا وسوني على استعداد لتقديم أجهزة جديدة للإصدارات الغربية، سيغا ساترن وبلاي ستيشن، على التوالي. كان مؤتمر سيجا هو الأول، وبينما أعلن كالينسكي أن ساترن سيكون متاحًا على الفور في المتاجر، تم إخطارهم بعد فترة وجيزة من أن الإمدادات كانت محدودة أكثر مما كان يعتقد. خلال العرض التقديمي لشركة سوني، بعد تغطية العديد من ألعاب بلاي ستيشن، ظهر ستيف رايس، رئيس سوني كومبيوتر إنترتينمنت الأمريكية الذي أحضر بلاي ستيشن إلى الولايات المتحدة، وقال «اثنان وتسعين وتسعين» ثم غادر، وكشف أن سعر بلاي ستيشن كان 100 دولار أمريكي أقل من ساترن. تعتبر هذه اللحظة واحدة من أولى اللحظات التي يضرب بها المثل في تاريخ إي ثري، وستستمر في الاتجاه حيث ستحاول كل شركة التفوق على الآخرين في هذه الأحداث الصحفية.
بينما كانت أعداد الحضور الرسمية 55000، قدر فيريل أن 10000 شخص إضافي كانوا قادرين على الدخول؛ كان من المفترض أن يقتصر الحدث على المهنيين في الصناعة وتجار التجزئة والصحافة، لكنه يعتقد أن الكثيرين شاركوا في إظهار بطاقة عمل تبدو ذات صلة.

## المعارض

### نينتندو
تم عرض فيرتشوال بوي، نظام نينتندو الوسيط الذي صدر بين نظامي سوبر نينتندو إنترتينمنت سيستم ونينتندو 64، بشكل بارز. تم تقديم نينتندو 64، المعروف آنذاك باسم ألترا 64، في حالة شبه نهائية من التطوير. تضمنت الألعاب المعروضة دونكي كونغ كونتري 2: ديدي كونغ كويست وايرث باوند وكيلر إنستنت.

### سيجا
قبل إي ثري 1995، تم إطلاق سيغا ساترن بالفعل في اليابان، وكان مقررًا لإصداره الأمريكي في 2 سبتمبر 1995. في اليوم الأول من المعرض، قدم الرئيس التنفيذي لشركة سيجا عرضًا تقديميًا رئيسيًا كشف فيه عن سعر إصدار ساترن البالغ 399 دولارًا أمريكيًا، ووصف ميزات النظام. كشف كالينسكي أيضًا أنه نظرًا «لارتفاع طلب المستهلكين»، شحنت سيجا بالفعل 30.000 ساترن إلى تويز آر أص وغيم ستوب وغيرها من المتاجر للإصدار الفوري.

### سوني
أعلنت شركة سوني عن سعر وتاريخ إصدار جهاز بلاي ستيشن القادم في ذلك الوقت. قبل المؤتمر الرئيسي لشركة سوني، أعلنت سيجا عن سعر التجزئة 399 دولارًا أمريكيًا لجهاز سيجا ساترن الذي تم إصداره حديثًا؛ واغتنامًا لهذه الفرصة، أدلى ستيف رايس، رئيس سوني كومبيوتر إنترتينمنت الأمريكية، ببيان واحد موجز في مؤتمر سوني: «299 دولارًا». هلل الجمهور عندما ابتعد الرئيس عن المنصة.

## قائمة الشركات المشاركة في الحدث
هذه قائمة بأهم شركات ألعاب الفيديو الذين ظهروا في معرض الترفيه الإلكتروني 1995:
| - ذا ثري دي أو كومباني - أكليم إنترتينمينت - أكتيفجن - أتاري كوربريشن - كابكوم | - كرستال دينامكس - إلكترونيك آرتس - لوكاس آرتز - مايكروسوفت - نامكو | - نينتندو - سيجا - سوني كومبيتر إنترتينمنت - إس إن كي - ويليام إلكترونكس |